# Arnold Bax
Pour les articles homonymes, voir Bax.
Arnold Edward Trevor Bax, né le 8 novembre 1883 à Streatham et mort le 3 octobre 1953 à Cork en Irlande, est un compositeur britannique.

## Biographie

### Jeunesse et études
Il est difficile de savoir comment la famille Bax est devenue aussi aisée, car le père du compositeur, bien qu'avocat diplômé, n'exerçait pas. En général, on attribue leur bonne fortune à la possession d'un terrain dans le centre de Londres et à un intérêt dans le brevet des imperméables Macintosh. En 1893, Alfred Ridley Bax achète un imposant manoir, Ivybank, à Hampstead, pour la somme alors énorme de 10 075 livres sterling. Ce n'est qu'en 1896 que la famille s'y installe, où Arnold Bax et son frère Clifford (en), qui deviendra un célèbre écrivain et dramaturge, y grandissent. Arnold Bax y vivra jusqu'à son mariage en 1911.
Les premiers signes du talent musical d'Arnold Bax sont encouragés par sa mère, à la fois sympathique et surprotectrice. Sa première composition au piano date de l’âge de 12 ans. Il excelle par la suite sur cet instrument même s’il n'en joue que très rarement en public. Elle dominait la vie à Ivybank, qui était en fait une maison de campagne, Hampstead étant encore semi-rural à l'époque. Bax devient étudiant à la Royal Academy of Music de 1900 à 1905. Entre 1900 et 1905, Bax a été l'élève du pianiste Tobias Matthay, et ses contemporains sont Myra Hess, Irene Scharrer, York Bowen et Benjamin Dale, et un peu plus tard Harriet Cohen. Il a pour professeur Frederick Corder à la composition. Lorsqu'il s'inscrit à la Royal Academy of Music, il le fait à la fois comme pianiste et comme compositeur, et dans ses premières compositions, qui sont autant d'indicateurs d'une technique en plein essor, ses parties de piano complexes témoignent d'une capacité en plein essor. Il est bientôt réputé pour jouer à vue des partitions d'orchestre complètes et, outre Richard Wagner, il explore les dernières tendances, notamment la musique pour piano d'Alexandre Scriabine et de Claude Debussy. Il s'imprègne de toutes les influences qu'il rencontre lors des concerts au Queen's Hall de Londres, influences entretenues par le goût d'Henry Wood pour les dernières nouveautés russes. Il avait également l'habitude, à l'époque où il n'y avait ni enregistrement ni diffusion radiophonique, de jouer au piano des partitions orchestrales récentes, souvent en duo avec le pianiste Arthur Alexander. Il s'imprégnait ainsi des dernières nouveautés venues d'Europe. Ils ont ainsi joué les symphonies d'Alexandre Glazounov, se livrant l'un à l'autre à toutes sortes de « plaisanteries » pianistiques.
Par rapport à certains de ses camarades de la Royal Academy, comme York Bowen et Benjamin Dale, qui ont tous deux connu une célébrité précoce en tant que compositeurs et interprètes, Arnold Bax s'est développé lentement, ne se faisant connaître que progressivement en tant que compositeur, avec des chansons et des œuvres orchestrales occasionnelles. Pour ses amis, il adoptait une attitude peu soucieuse de l'interprétation, bien que tous semblent l'avoir trouvé brillant. De fait, lorsqu'il a atteint la maturité de son style et qu'il a pris son essor, il a rapidement été considéré comme l'un des principaux compositeurs britanniques. Dans l'entre-deux-guerres, il est plus considéré que ses anciens camarades d'études. Il acquiert sa célébrité pour ses poèmes symphoniques, ses symphonies et ses concertos, sa musique pour piano et sa musique de chambre, dont un populaire quatuor à cordes en sol, le premier d'une série de trois, et un quintette pour hautbois qui ont été largement joués. Parmi les œuvres qui l'ont rendu célèbre figure la sonate pour clarinette de 1934, qui est devenue l'une de ses œuvres les plus jouées. Immédiatement après la Seconde Guerre mondiale, il produit sa dernière œuvre de chambre, le trio pour piano en si bémol, écrit en réponse à une demande de son ami le pianiste Harry Isaacs pour le trio qu'il venait de fonder.

### La transition du pianiste-compositeur au compositeur-symphoniste
Les quatre grandes sonates pour piano, écrites entre 1910 et 1934, constituent l'épine dorsale de la musique pour piano d'Arnold Bax. La cinquième sonate, qui n'est pas numérotée et qui, une fois orchestrée en 1922, est devenue sa première symphonie, montre que les premières sonates sont de la musique orchestrale manquée. Arnold Bax voit grand dans les trois premières, et les traite de manière quasi symphonique. Il existe également un répertoire varié de pièces plus courtes : environ deux douzaines de miniatures et de pièces de caractères, dont beaucoup sont techniquement dans l'ombre de Claude Debussy ou d'Alexandre Scriabine, et enfin une douzaine de versions alternatives d'œuvres orchestrales et de courtes pièces pour piano tardives non publiées de son vivant.

### Débuts comme compositeur

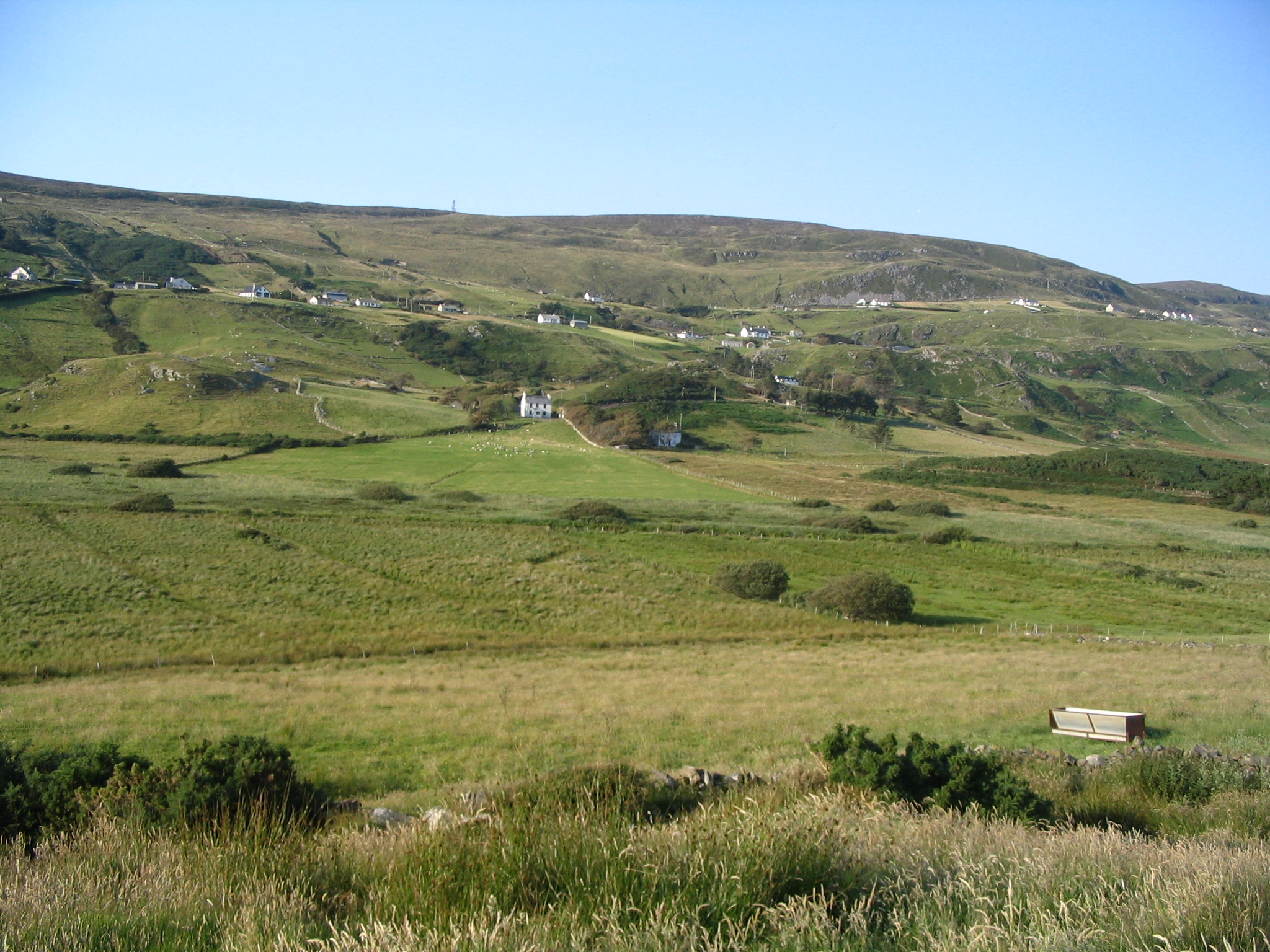
Paysage de Gleann Cholm Cille (Irlande)

Disposant d'un revenu privé (il n'a jamais eu besoin d'accepter un emploi rémunéré pour survivre), il est libre de développer sa carrière musicale au gré de ses envies. Bien qu'il vive chez lui jusqu'en 1911, il adopte un mode de vie semi-bohème, voyageant beaucoup, notamment dans la ville allemande de Dresde et, en 1910, se rendant en Russie à la suite d'une jeune fille ukrainienne qu'il avait rencontrée dans la maison d'un ami à Londres. C'est sur la côte ouest de l'Irlande, alors isolée, qu'Arnold Bax découvre son foyer spirituel. Là, comme il l'a dit, "dominé par l'Atlantique" et sous l'influence de la poésie ancienne de William Butler Yeats, il découvre le village de Gleann Cholm Cille dans le Donegal, un endroit où il est constamment retourné,. Cependant, après le soulèvement de Pâques en 1916, le rêve d'évasion irlandais de Bax a été confronté à une réalité brutale. Bax s'est imprégné de tout ce qui est irlandais. Il écrit des poèmes, des nouvelles et des pièces de théâtre à la Synge, sous le pseudonyme de « Dermot O'Byrne ». Bax découvre l’œuvre littéraire de Yeats qui l’influence profondément par la suite. En 1911, il se marie à la sœur du pianiste espagnol Carlos Sobrino et s'installe à Dublin, où il évolue jusqu'en 1914 dans les milieux littéraires et nationalistes ; il compte parmi ses amis le poète et écrivain Padraic Colum, fondateur de l'Irish Review, et Padraig Pearse, champion de la langue irlandaise, exécuté après l'insurrection de Pâques.

### Reconnaissance et popularité
Pour ses contemporains à la Royal Academy of Music, Myra Hess, Irene Scharrer, York Bowen et Benjamin Dale, et un peu plus tard Harriet Cohen, toutes et tous excellents pianistes, Arnold Bax a écrit une grande quantité de musique pour piano seul, y compris la première version de ce qui est devenu en 1922 sa première symphonie. C'est avec ses poèmes symphoniques qu'il acquiert sa première grande réputation, mais ceux-ci furent bientôt suivis par ses sept symphonies, écrites entre 1922 et 1938. En effet, pendant une courte période au début des années 1930, il est considéré comme le principal symphoniste britannique. Mais il a vite été supplanté par la première symphonie de William Walton et la quatrième symphonie de Ralph Vaughan Williams, qui lui est dédiée.

### Années de maturité
Arnold Bax atteint sa maturité artistique dans les années qui ont immédiatement précédé la Première Guerre mondiale et, au cours des trente années qui ont suivi, il a produit un corpus important de musique dans la plupart des formes, à l'exception de l'opéra. À la fin de son adolescence et au début de sa vingtaine, cependant, alors qu'il est encore étudiant à la Royal Academy of Music de Londres, il a produit diverses œuvres de chambre, peu voire non jouées du vivant de Bax, y compris plusieurs œuvres pour clarinette, vraisemblablement écrites pour un camarade d'études, bien que son nom soit encore inconnu.
Il est considéré comme un compositeur de musique orchestrale romantique, y compris de poèmes symphoniques tels que le populaire Tintagel, écrit entre 1917 et 1919. Entre les deux guerres, il compose sept symphonies, qui lui ont valu une réputation considérable à l'époque, mais il ne faut pas oublier qu'il écrit beaucoup dans la plupart des genres, à l'exception de l'opéra (et il en a commencé plus d'un). Il a produit une importante quantité de musique de chambre pour une grande variété d'effectifs, notamment un quatuor et un quintette avec piano, trois quatuors à cordes de maturité, un trio avec piano et un pour flûte, alto et harpe, des quintettes pour hautbois et harpe, ainsi que de nombreuses œuvres pour grand ensemble, dont un nonette. Au cours des douze années suivant la création de sa première symphonie, il en écrit cinq autres, mais après avoir achevé la sixième en 1935, son envie d'écrire de la musique a commencé à s'estomper. Il a néanmoins produit plusieurs pièces de chambre et d'orchestre remarquables, dont un concerto pour violon, et c'est peu après l'avoir achevé, en mars 1938, qu'il s'est lancé dans sa septième et dernière symphonie. Il est anobli en 1937. Il cesse de composer en 1940, se consacrant notamment à une autobiographie, Farewell my youth (Au revoir ma jeunesse). Toutefois, il est nommé Master of the King's Music en 1941 et reprend sa carrière avec une productivité très atténuée.

## Style et influences musicales

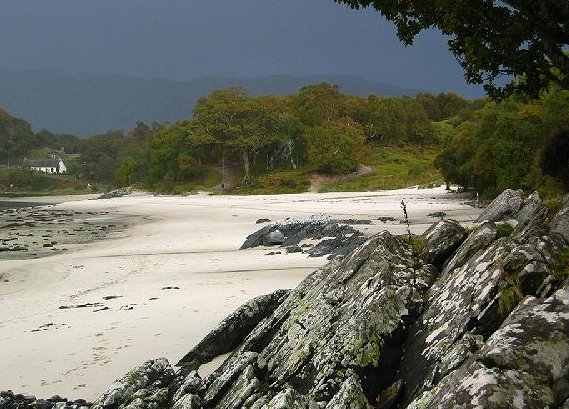
La plage de Morar (Écosse).

Avant d'aborder l'orchestre, Bax composa pour le piano et pour la voix, et il faut rechercher du côté de Robert Schumann et de Frédéric Chopin pour trouver ses premiers modèles. Tchaïkovski, Richard Wagner puis Richard Strauss comptèrent aussi dans ses influences ultérieures, notamment pour leur technique d'écriture. Ensuite, l'Irlande, ses paysages, la mer, les autochtones et la musique populaire celtique l'inspirèrent. Il étudia par la suite l'orchestration de Claude Debussy, celles de Maurice Ravel et d'Igor Stravinsky, la musique nordique (il avait de l’admiration pour Jean Sibelius, et cela était réciproque). De toutes ces influences, Bax sut faire une synthèse et créer un style qui lui est personnel et immédiatement identifiable.
Sa musique est fortement enracinée dans le courant post-wagnérien et, contrairement à une grande partie de ses contemporains, il va garder cette orientation malgré les bouleversements de la Première Guerre mondiale. Ce néoromantisme est tempéré par des éléments impressionnistes, en particulier dans sa musique de chambre. Son style est foncièrement tonal/modal mais s'accompagne d'un réseau de contrepoint chromatique plus ou moins abondant selon l'ambition de l’œuvre.
Il se définit lui-même comme un « romantique sans honte » : « Ma musique est l'expression d'un état émotionnel. Je ne suis pas intéressé par le son musical en lui-même ».

## Œuvre
Le catalogue de ses œuvres comporte près de 380 numéros, avec des compositions orchestrales (7 symphonies, un concerto pour violon, un concerto pour violoncelle, plusieurs pièces symphoniques, dont Tintagel), des mélodies, des pièces pour piano et de la musique de chambre.
On lui doit aussi la musique du film Oliver Twist, réalisé par David Lean en 1948.

## Catalogue des œuvres (à partir de 1908)
Arnold Bax laisse environ 300 œuvres.

### Musique pour orchestre

#### Symphonies
- Symphonie no 1 en mi bémol (1921 - 1922)
- Symphonie no 2 en mi mineur et do majeur (1924 - 1926)
- Symphonie no 3 (1927 - 1929)
- Symphonie no 4 (1930 - 1931)
- Symphonie no 5 (1931 - 1932)
- Symphonie no 6 (1933 - 1934)
- Symphonie no 7 (1937 - 1939)

#### Poèmes symphoniques
- Into the Twilight (1908)
- Rosc-catha (1908, orch. 1910)
- In the Faery Hills (1909, rév. 1926)
- Christmas Eve (1912, rév. 1919)
- Nympholept (1912, orch. 1915)
- Spring Fire (1913)
- The Garden of Fand (1913, orch. 1916)
- November Woods (1914, orch. 1917)
- The Happy Forest (1914, orch. 1921)
- In Memoriam, Pádraig Pearse (1916)
- Tintagel (1917, orch. 1919)
- Summer Music (1917, orch. 1920, rév. 1932))
- Northern Ballad no 1 (1927)
- The Tale the Pine-trees knew (1931)
- Northern Ballad no 2 (1934)
- A Legend (1944)

#### Musique concertante
- Symphonic Variations pour piano et orchestre (1917, orch. 1918)
- Phantasy pour alto et orchestre (1920)
- Winter Legends pour piano et orchestre (1929 - 1930)
- Concerto pour violoncelle (1932)
- Concerto pour violon (1937)
- Morning Song pour piano et orchestre (1946)
- Concertante pour trois instruments à vent (cor anglais, clarinette, cor) (1948)
- Concertante pour piano [main gauche] (1949)

#### Autres œuvres pour orchestre
- Festival Overture (1909, orch. 1911, rév. 1918)
- Four Orchestral Sketches (1912 - 1913), rév. Three pieces pour petit orchestre (1928)
- Gopak (1912, orch. 1919)
- Symphonic Scherzo (1913, orch. 1917, rév. 1933)
- In a Vodka Shop (1915, orch. 1919)
- Mediterranean (1920, orch. 1922)
- Pæan (1920, orch. 1938)
- Cortège  (1925)
- Romantic Overture pour orchestre de chambre (1926)
- Overture, Elegy and Rondo  (1927)
- Prelude to a Solemn Occasion   (1927, orch. 1933)
- Overture to a Picaresque Comedy (1930)
- Sinfonietta (1932)
- Rogue's Comedy Overture (1936)
- Overture to Adventure (1936)
- London Pageant (1937)
- Work in Progress (1943)
- Victory March (1945)
- Variations on the Name Gabriel Fauré (1945, orch. 1949)
- Coronation March (1952)

### Musique scénique
- From Dusk till Dawn ballet (1917)
- The Truth about Russian Dancers musique de scène (1919 - 1920)
- Malta G.C. musique de film (1942)
- The Golden Eagle musique de scène (1945)
- Oliver Twist musique de film (1948)

### Musique vocale avec orchestre
- Enchanting summer pour deux sopranos, chœur et orchestre (1909 - 1910)
- To the Name above every Name pour soprano, chœur et orchestre (1923)
- St Patrick's Breastplate pour chœur et orchestre (1923)
- Walsingham pour ténor, chœur et orchestre (1926)
- The Morning Watch pour chœur et orchestre (1935)

### Musique chorale (sélection)
- Mater, ora filium (1921)

### Musique de chambre

#### Un instrument
- Valse pour harpe (1931)
- Rhapsodic Ballad pour violoncelle (1939)

#### Deux instruments avec piano

##### Violon
- Sonate no 1 en mi majeur (1910, rév. 1915, rév. 1946)
- Legend (1915)
- Sonate no 2 en ré majeur (1915, rév. 1921)
- Ballad (1916)
- Sonate no 3 en sol mineur (1927)
- Sonate pour violon en fa majeur (1928)

##### Alto
- Sonate pour alto en sol majeur (1922)
- Legend pour alto (1929)

##### Violoncelle
- Folk-Tale pour violoncelle (1918)
- Sonate pour violoncelle en mi bémol majeur (1923)
- Sonatine pour violoncelle en ré majeur (1933)
- Legend-Sonata pour violoncelle en fa dièse mineur (1943)

##### Flûte
- Quatre pièces pour flûte (1912)

##### Clarinette
- Sonate pour clarinette et piano en mi majeur (1901)
- Sonate pour clarinette et piano en ré majeur (1934)

#### Deux instruments avec harpe
- Phantasy Sonata pour alto (1927)
- Sonate pour flûte et harpe (1928)

#### Trois instruments
- Trio pour piano en un mouvement (1906)
- Elegiac Trio pour flûte, alto et harpe (1916)
- Trio pour piano, violon et violoncelle en si bémol majeur (1946)

#### Quatre instruments
- Quatuor à cordes no 1 en sol majeur (1918)
- Quatuor avec piano (1922)
- Quatuor à cordes no 2 en mi mineur (1924)
- Quatuor à cordes no 3 en fa majeur (1936)

#### Cinq instruments
- Quintette à cordes [deux violoncelles] (1908)
- Quintette avec piano (1914 - 1915)
- Quintette avec harpe (1919)
- Lyrical Interlude (1923)
- Quintette pour hautbois et cordes (1923)
- Quintette à cordes en un mouvement [deux altos] (1932)

#### Six instruments
- An Irish Elegy [In Memoriam] pour cor anglais, harpe et quatuor à cordes (1917)

#### Sept instruments
- Concerto pour flûte, hautbois, harpe et quatuor à cordes (1936) [arrangement de la sonate pour harpe et flûte]

#### Huit instruments
- Octuor pour cor, piano et sextuor à cordes (1934)
- Threnody and Scherzo pour basson, harpe et sextuor à cordes (1936)

#### Neuf instruments
- Nonette pour flûte, hautbois, clarinette, harpe, quatuor à cordes et contrebasse (1929) [arrangement de la sonate pour violon de 1928]

### Musique pour piano

#### Sonates pour piano
- Sonate no 1 en fa dièse mineur (1910 - 1921)
- Sonate no 2 en sol majeur (1919)
- Sonate en mi bémol majeur (1921) [partiellement orchestrée en tant que Symphonie no 1]
- Sonate no 3 en sol dièse mineur (1926)
- Sonate no 4 en sol majeur (1932)

#### Autres œuvres pour piano (sélection)
- Toccata (1913)
- Apple-blossom-time (1915)
- A Mountain Mood (1915)
- Winter Waters (1915)
- What the Minstrel Told us (1919)
- Lullaby (1920)
- Burlesque (1920)
- A Hill Tune (1920)
- Legend (1935)
- Suite for Fauré (1945)

#### Œuvres pour 2 pianos (sélection)
- Moy Mell (1916)
- The Poisoned Fountain (1928)
- Sonate en mi majeur (1929)
- Red Autumn (1931)

### Mélodies
Environ 80 mélodies conservées sur un total d'environ 120.

## Distinctions
- Chevalier (Knight Bachelor - 1937)[7]
- Chevalier commandeur de l'Ordre royal de Victoria (KCVO)